# Simon Hedlund
Simon Hedlund (født 11. marts 1993) er en svensk fodboldspiller, der spiller for den svenske klub IF Elfsborg .

## Klubkarriere

### Elfsborg
Hedlund blev født i Trollhättan, Västra Götalands län, og sluttede sig til ungdomssystemet i IF Elfsborg, da han var 16 år gammel, efter at have spillet for hjembyens klubber IFK Trollhättan og FC Trollhättan. Han fik sin professionelle debut den 12. august 2012 i en 4-1 sejr i ligaen over Malmø FF, han kom ind som en sen indskiftning for Niklas Hult. I slutningen af sæsonen vandt Elfsborg den svenske ligatitel Allsvenskan. Han var også en del af Elfsborg -holdet, der vandt den svenske pokal i 2014. Den 31. juli 2014 scorede Hedlund sit første mål i europæisk turnering da han scorede på et straffespark i det 89. minut i en 4-1 sejr over den islandske klub FH i tredje kvalifikationsrunde i Europa League.
I løbet af sin tid i Elfsborg spillede Hedlund 93 ligakampe, hvor han scorede 14 mål. Han scorede også ni mål i 20 kampe i den svenske pokalturnering og fik i alt 17 kampe i Champions League og UEFA Europa League.

### Union Berlin
Den 29. august 2016 underskrev Hedlund en fireårig kontrakt med 2. Bundesliga-klubben, 1. FC Union Berlin. Skiftet fra IF Elfsborg til Union Berlin gjorde ham til det dyreste køb af den tyske klub Hedlund debuterede den 21. september som indskifter i en udekamp mod Würzburger Kickers, som Union vandt 1–0. Han sluttede sæsonen 2016–17 med 29 optrædener, hvor han scorede tre mål.
Hedlund missede kun tre ligakampe i løbet af sæsonen 2017-18 da Union sluttede som nr. 8 i ligaen. Men den efterfølgende sæson fik han mindre spilletid, da Union Berlin til sidst pressede på til oprykning til Bundesligaen, han forlod klubben nogle måneder efter. Hedlund forlod Union Berlin i januar 2019, han nåede i alt at få 75 kampe og score 11 mål for klubben.

### Brøndby
Den 11. januar 2019 sluttede Hedlund sig til den danske Superliga-klub Brøndby IF for et gebyr, der blev rygtet for at være omkring € 250.000, og underskrev en fire-en-halv-årig kontrakt med holdet.  Han blev tildelt trøjenummer 27 af klubben. 
Hedlund scorede sit første mål for Brøndby i en 2–2 hjemme uafgjort mod OB den 29. marts. Hedlund fik spilletid i alle 3 pokalkampe og startede inde i DBU Pokalen 2018-19 finalen mod FC Midtjylland i sine første seks måneder i Brøndby, en kamp mod FC Midtjylland, der til sidst blev tabt på straffesparkskonkurrence. Hedlund sluttede sæsonen 2018-19 med fire mål i 19 kampe. Den 30. juni 2020 testede Hedlund og holdkammerat Samuel Mráz positivt for COVID-19 og udelukkede dem i mindst en uge.
Inden kampen mod FC Midtjylland den 24. oktober 2020 blev Hedlund ikke udvalgt til kampdagens trup, hvilket gav anledning til spekulationer om årsagerne. Brøndby -cheftræner Niels Frederiksen forklarede, at andre spillere havde imponeret mere under træningen, og at beslutningen om ikke at inkludere Hedlund var "ikke en disciplinær straf". Han ville dog afslutte sæsonen stærkt som en vigtig del af Brøndby -offensiven sammen med topscorer Mikael Uhre og Jesper Lindstrøm da klubben vandt sin første Superliga-titel i 16 år. Hedlund bidrog med otte mål og ni assists i 31 kampe i klubbens titelvindende sæson og blev kåret til månedens Superliga-spiller i maj 2021 for sine præstationer.

## International karriere
Hedlund har repræsenteret Sverige på forskellige ungdomsniveauer.

## Titler
Elfsborg
- Allsvenskan: 2012
- Svenska Cupen: 2013–14

Brøndby IF
- Superligaen: Superligaen 2020-21